# 男性の肖像 (ファン・デル・グース)
『男性の肖像』（だんせいのしょうぞう、蘭: Portret van een man、 英: Portrait of a Man）は、初期フランドル派の巨匠フーゴー・ファン・デル・グースが1470年ごろ、板上に油彩で製作した肖像画である。本来おそらく二連祭壇画を構成していた作品の1点であり、長方形であったものが四辺を切断され、楕円形に変えられている。1904年にH・O・ヘーヴマイヤー夫妻が氏がこの作品を購入した時は、アントネロ・ダ・メッシーナに帰属されていた。その後すぐに、ジョルジュ・ユラン・ド・ローとマックス・J・フリードレンダーによりファン・デル・グースの手に帰され、以降、この結論に大きな反論は提示されていない。作品は、1929年にH・O・ヘーヴマイヤー夫人からの遺贈の形でニューヨークのメトロポリタン美術館に収蔵された。

## 作品
本作が1929年にメトロポリタン美術館に収蔵された際、男性の手と窓枠と風景は塗りつぶされていた。おそらく完全な単身像に見せようとしたのであろう。しかし、手を合わせて祈る人物は寄進者を意味する。この作品が二連祭壇画の一部であったとすれば、寄進者として左翼に配され、聖母子像が右翼に描かれていたのであろう。あるいは、本作が三連祭壇画をなしていたのであれば、聖母子像が中央となり、右翼には寄進者の妻の肖像が配されていたのかもしれない。いずれにしても、人物は失われている右側の宗教的図像を見つめている。
特筆すべきはモデルの男性の特徴が、陰影表現によって非常に立体的に表現されていることである。画家は、均一な褐色の背景に向かって窓から差し込む光の効果を利用しつつ、男性の深く落ちくぼんだ目元や高い頬骨の立体感を描くことに注意を払っている。彼の硬い顎鬚は入念に描写されている。硬直した姿勢は、人物が見つめるものに対する献身を表しており、信念を感じさせる。
本作の男性の描き方は、『聖ヒュポリュトス祭壇画 (St.Hippolyte Triptych)』 (救世主大聖堂、ブルッヘ) 左翼パネルの寄進者の男性像、および『聖三位一体の祭壇画 (The Trinity Altarpiece)』 (スコットランド国立美術館、エジンバラ) の左から2番目のパネルに描かれている寄進者の男性像の様式に近く、制作年も同じころだと見られる。本作は四辺が切断されているため、本来の大きさを特定することは不可能であるが、顔は少し下から見上げた角度で描かれているように見えるため、本来は非常に大きな絵画だったのかもしれない。

## ギャラリー

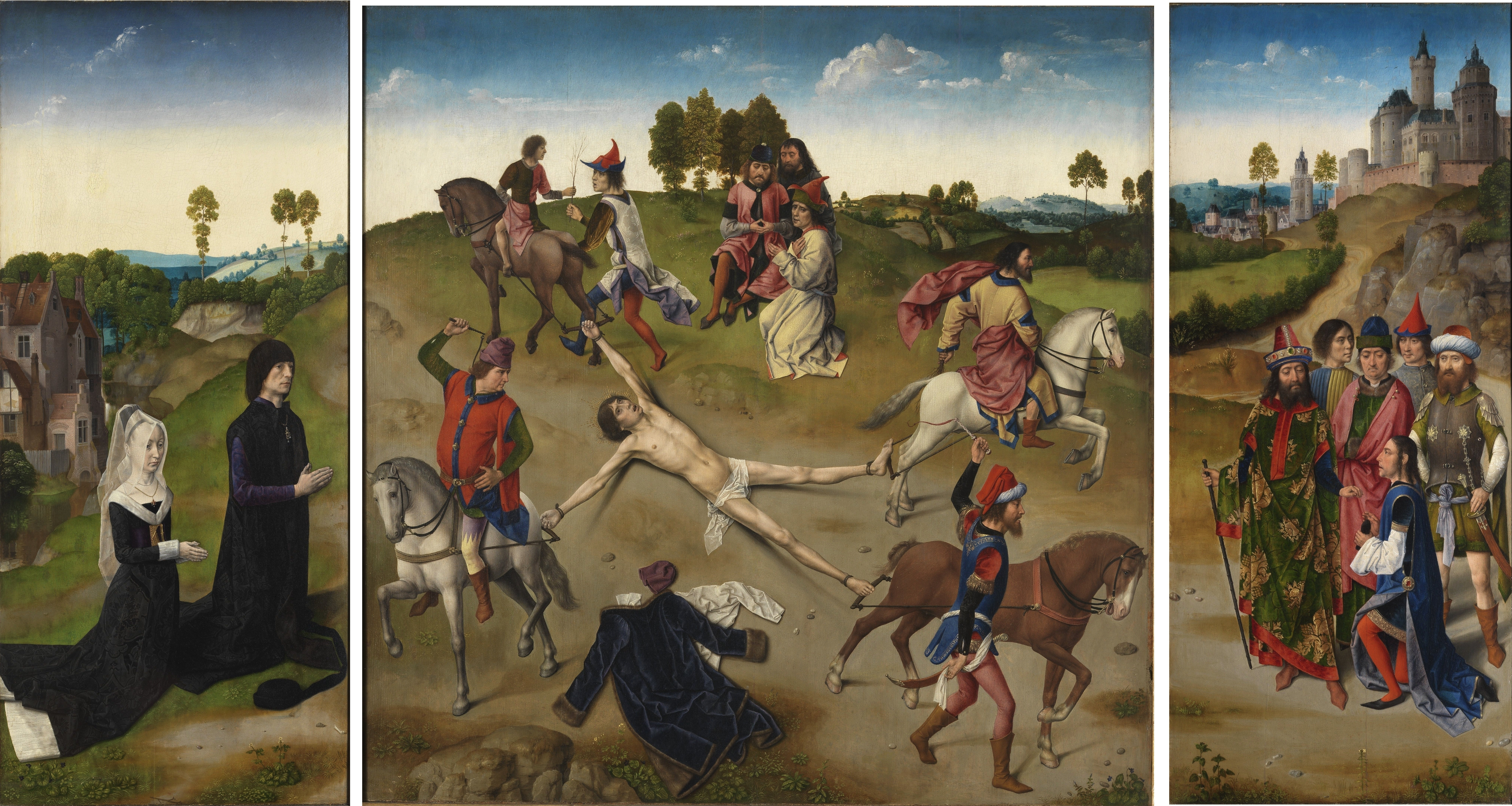
フーゴー・ファン・デル・グースとディルク・ボウツ『聖ヒュポリュトス祭壇画 (St.Hippolyte Triptych)』 (1468年、救世主大聖堂（英語版）、ブルッヘ)
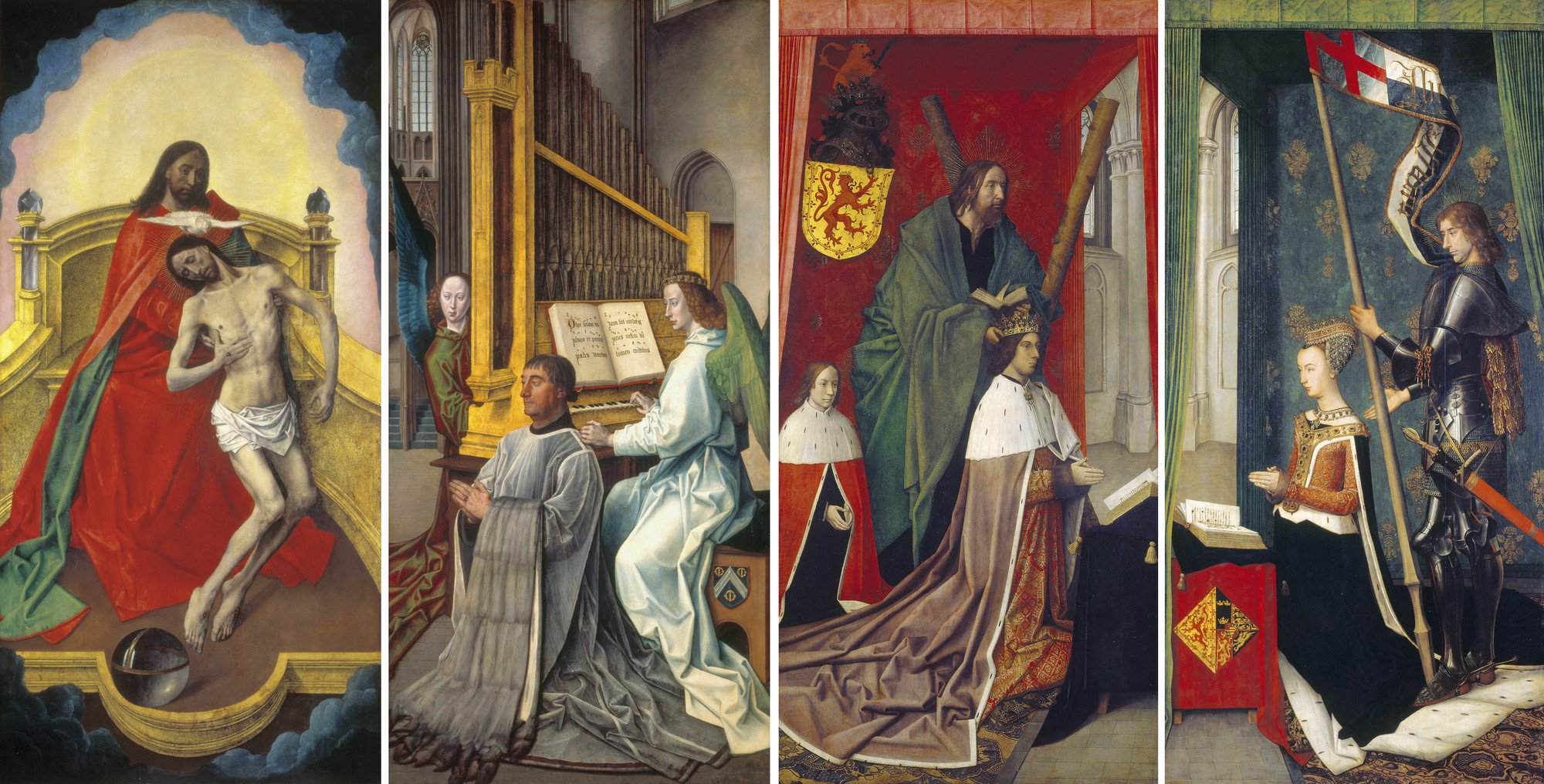
フーゴー・ファン・デル・グース『聖三位一体の祭壇画 (The Trinity Altarpiece)』 (1478年、スコットランド国立美術館、エジンバラ)